# Sint-Pieterskerk (Steffeshausen)

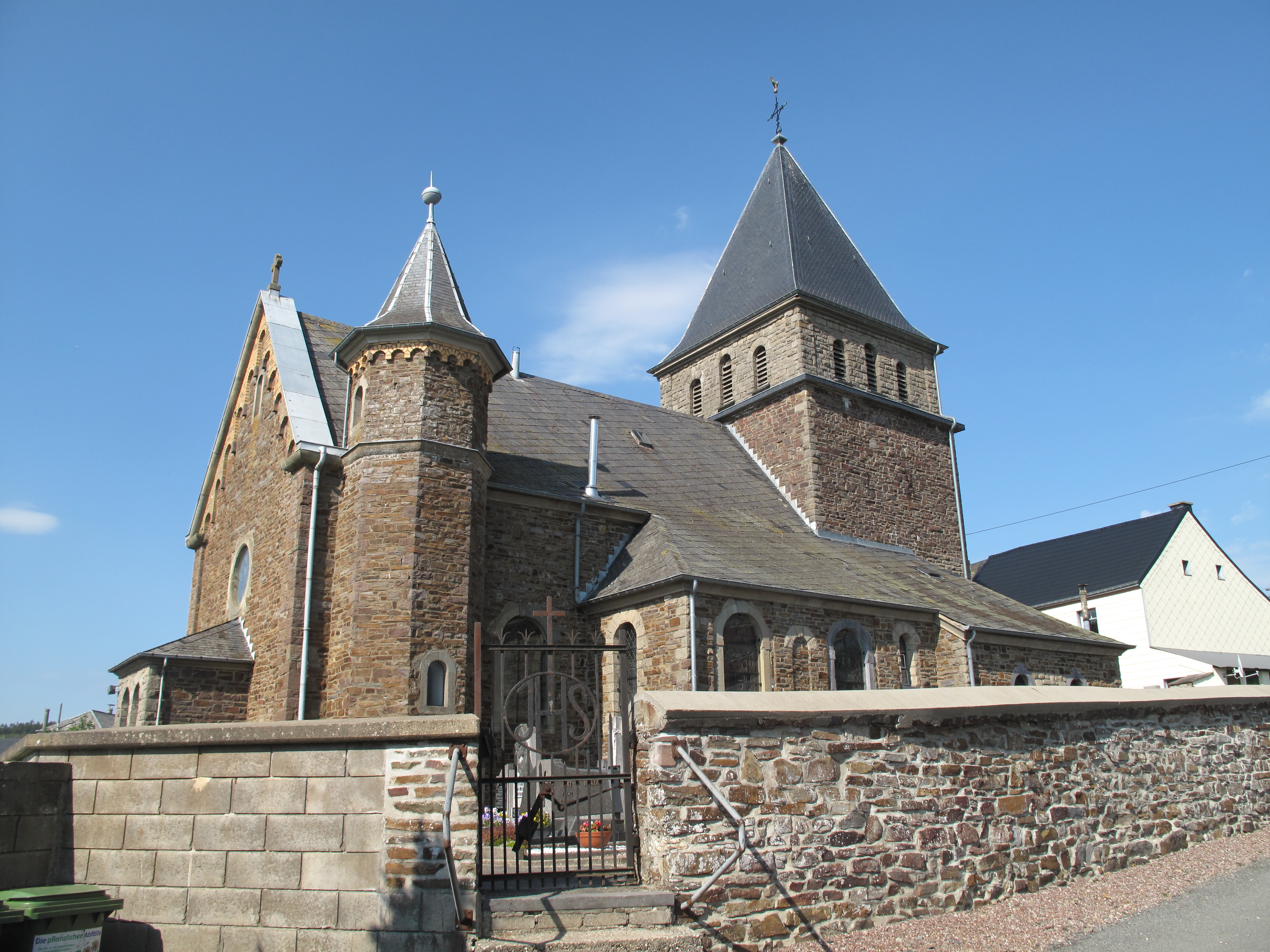
Sint-Pieterskerk

De Sint-Pieterskerk is de parochiekerk van de tot de gemeente Burg-Reuland behorende plaats Steffeshausen in de Belgische provincie Luik.

## Geschiedenis
In de 12e of 13e eeuw was er waarschijnlijk al een romaans kerkgebouw. Van dit gebouw zijn nog muurresten behouden gebleven. Het schip werd vermoedelijk in 1565 met één travee verlengd, waarop een aangebracht jaartal wijst. In 1776 werd een sacristie aangebouwd en in 1891 werd de kerk opnieuw vergroot. Toen werden ook aan de westzijde twee achtkantige traptorens gebouwd die toegang bieden tot de orgeltribune. In 1935 werden opnieuw wijzigingen aangebracht.

## Gebouw
De eenbeukige kerk heeft een zware vierkante voorgebouwde oosttoren, gedekt door een tentdak. Het schip heeft laatgotische vensters.
Het hoofdaltaar is van 1721. Het bevat een afbeelding van de scapulierovergave aan Simon Stock.
De kerk wordt omgeven door een kerkhof.